# Sexo, pudor y lágrimas (álbum)

## Introducción
Sexo, pudor y lágrimas es el álbum musical con las canciones presentadas en la película homónima, dirigida por Antonio Serrano Argüelles, bajo la dirección musical del músico Aleks Syntek. En esta Banda sonora, se incluyen canciones no solo del ya mencionado cantautor, sino también de otros como son el caso de La Portuaria, Los Skarnales, Hot Chocolate, La Matatena, Cita y sus muñecas rotas, Litzy, Los Esquizitos y Lost Acapulco.
Este disco fue merecedor de doble disco de platino en México, Estados Unidos y Colombia. También fue que con la canción «Sexo, Pudor y Lágrimas», que Aleks Syntek fue el ganador de un Premio Ariel, como "mejor composición original para cine".  
Para el lanzamiento del tema principal de la película «Sexo, pudor y lágrimas», se editó un CD single promocional que también contenía una entrevista con el cantautor. También se editó un CD con Remixes, producido y remezclado por Aleks Syntek.

## Argumento
La banda sonora de la película "Sexo, pudor y lágrimas" no solo complementa la trama y el ambiente de la historia, sino que también se convirtió en un elemento distintivo y memorable de la experiencia cinematográfica. Compuesta por múltiples artistas y estilos musicales, el álbum de la banda sonora contribuyó significativamente al impacto cultural y emocional que la película generó en el público mexicano a finales de los 90.
La selección musical del filme abarca diversos géneros que van desde el pop-rock hasta la música alternativa, cada canción elegida con precisión para subrayar momentos clave de la narrativa y acentuar las emociones de los personajes. Esto no solo enriqueció la experiencia visual, sino que también proporcionó una conexión emocional más profunda para el espectador, facilitando la identificación con los dilemas y las pasiones de los protagonistas.
Además, la banda sonora de "Sexo, pudor y lágrimas" no se limita solo a canciones populares, sino que también incorpora composiciones instrumentales que complementan los momentos más íntimos y reflexivos de la película. Estas piezas contribuyen a la profundidad emocional del filme, proporcionando una paleta sonora variada que refuerza la narrativa y los conflictos internos de los personajes.
El impacto del álbum trascendió el éxito de la película en taquilla, convirtiéndose en un fenómeno musical por derecho propio. Muchas de las canciones incluidas en la banda sonora alcanzaron popularidad y se convirtieron en éxitos radiofónicos, consolidando aún más la influencia cultural de la película y su música en la sociedad mexicana de la época.

## Análisis musical
"Sexo, Pudor y Lágrimas" tuvo un impacto significativo en la cultura popular mexicana. La combinación de una película exitosa con una banda sonora igualmente memorable creó un fenómeno cultural que definió una época. La música de Syntek se convirtió en la banda sonora de una generación, con letras que hablaban directamente a las experiencias y sentimientos de los jóvenes adultos de la época.
El álbum también demostró la capacidad de los músicos latinoamericanos para crear obras que pueden competir en calidad y creatividad con producciones internacionales. Esto abrió puertas para otros artistas y contribuyó al auge del rock en español a finales de los años 90 y principios de los 2000.
El álbum abre con "Introducción (Ventanas en Movimiento)", un inquietante y minimalista tono que establece el tono para el resto del álbum. La combinación de ritmos electrónicos con guitarras y teclados crea una atmósfera moderna y vibrante. Las letras, que exploran la complejidad de las emociones humanas, resonaron profundamente con el público.
Otro punto destacado del álbum es "El Color de la Infidelidad", una balada que muestra la habilidad de Syntek para componer y grabar. La producción es sofisticada, con arreglos que destacan la melodía y sobre todo el entorno que quiere causar 
Pistas como "Cocktail de Jazz" y "Café para Ocho" muestran la capacidad de Syntek para experimentar con diferentes géneros, incorporando elementos de rock, pop y música electrónica. Estas pistas no solo complementan la narrativa de la película, sino que también funcionan perfectamente como piezas independientes.

## Conclusión
El álbum "Sexo, Pudor y Lágrimas" de Aleks Syntek es una obra maestra que combina talento musical, producción innovadora y una profunda conexión emocional con su audiencia. A más de dos décadas de su lanzamiento, sigue siendo una referencia en la música latina y un testimonio del talento y la creatividad de Syntek. Su capacidad para capturar la esencia de las emociones humanas a través de la música asegura que este álbum continuará siendo relevante y apreciado por futuras generaciones.

## Lista de temas

### Edición en CD[2]
| N.º   | Título                                  | Escritor(es)                              | Intérprete               | Duración |  |
| 1.    | «(Introducción) Ventanas en Movimiento» | Aleks Syntek                              | Aleks Syntek             | 2:24     |  |
| 2.    | «Sexo, Pudor y Lágrimas»                | Aleks Syntek                              | Aleks Syntek             | 3:58     |  |
| 3.    | «Supermambo»                            | Basso/Schachtel/Frenkel Teran/Krygier/Dar | La Portuaria             | 3:44     |  |
| 4.    | «Cocktail de Jazz»                      | Aleks Syntek                              | Aleks Syntek             | 2:44     |  |
| 5.    | «You Sexy Thing»                        | Errol Brown                               | Hot Chocolate            | 4:06     |  |
| 6.    | «Café para ocho»                        | La Matatena                               | La Matatena              | 5:10     |  |
| 7.    | «Iguana Wanna»                          | Cita Hudgens/Ricardo Ochoa El Nahual Pub  | Cita y Sus Muñecas Rotas | 3:19     |  |
| 8.    | «Sinfonía Comercial»                    | Aleks Syntek                              | Aleks Syntek             | 2:18     |  |
| 9.    | «Ruta»                                  | Basso/Schachtel/Frenkel Teran/Krygier/Dar | La Portuaria             | 3:25     |  |
| 10.   | «No te extraño» (Remix)                 | Morín/Armando                             | Litzy                    | 4:41     |  |
| 11.   | «El Color de la Infidelidad»            | Aleks Syntek                              | Aleks Syntek             | 2:48     |  |
| 12.   | «El Planeta Sexual»                     | Los Esquizitos                            | Los Esquizitos           | 4:25     |  |
| 13.   | «La cosecha de mujeres»                 | José María Peñaranda                      | Carmen Rivero            | 1:58     |  |
| 14.   | «Tragedia y enfrentamiento»             | Aleks Syntek                              | Aleks Syntek             | 4:36     |  |
| 15.   | «Incidente en la calle Dakota»          | Lost Acapulco                             | Lost Acapulco            | 4:24     |  |
| 16.   | «La nostalgia Suicida»                  | Aleks Syntek                              | Aleks Syntek             | 5:09     |  |
| 59:09 |                                         |                                           |                          |          |  |

### Edición CD Remixes[3]
Todas las canciones escritas y compuestas por Aleks Syntek. 
| CD Remixes |                                                  |          |  |
| N.º        | Título                                           | Duración |  |
| 1.         | «Sexo, Pudor y Lágrimas» (Versión original)      | 3:58     |  |
| 2.         | «Sexo, Pudor y Lágrimas» (Extended filter mix)   | 6:47     |  |
| 3.         | «Sexo, Pudor y Lágrimas» (Drum & bass mix)       | 5:51     |  |
| 4.         | «Sexo, Pudor y Lágrimas» (Erotic sex dub)        | 7:10     |  |
| 5.         | «Sexo, Pudor y Lágrimas» (Radio edit filter mix) | 4:13     |  |
| 6.         | «Sexo, Pudor y Lágrimas» (Live version)          | 4:23     |  |
| 32:22      |                                                  |          |  |

## Certificaciones
| Región            | Certificación | Ventas/unidades |
| ----------------- | ------------- | --------------- |
| México (AMPROFON) | Platino       | 250,000         |